# Jón Arnar Magnússon
Jón Arnar Magnússon (ur. 28 lipca 1969 w Selfoss) – islandzki wieloboista, medalista zawodów siedmioboju w hali, trzykrotny olimpijczyk. 
Jón Arnar Magnússon największe sukcesy odnosił w hali. W 1996 zdobył brązowy medal halowych mistrzostw Europy w Sztokholmie. W 1997 zdobył brązowy medal halowych mistrzostw świata w Paryżu, a w 2004 srebrny medal halowych mistrzostw świata w Lizbonie. Jego najlepsze osiągnięcia na otwartym stadionie to 4. miejsca podczas Mistrzostw Europy (Budapeszt 1998 i Monachium 2002). W 2005 wycofał się z zawodowego uprawiania sportu.
Jego najlepszy wynik w dziesięcioboju na otwartym stadionie wynosi 8573 pkt (1998).
Jón Arnar Magnússon był jednym z najlepszych lekkoatletów islandzkich. Do niego należą rekordy kraju w biegach na 200 metrów, 110 metrów przez płotki, w skoku w dal, siedmioboju i dziesięcioboju.

## Rekordy życiowe
- bieg na 100 metrów – 10,56 s (1997)
- bieg na 200 metrów – 21,17 s (1996)
- bieg na 400 metrów – 46,49 s (1998)
- bieg na 1500 metrów – 4:32,23 (1998)
- bieg na 110 metrów przez płotki – 13,91 m (1997)
- skok w dal – 8,00 m (1994)
- skok wzwyż – 2,07 m (1998)
- skok o tyczce – 5,20 m (1998)
- pchnięcie kulą – 16,61 m (1998)
- rzut dyskiem – 51,30 m (1996)
- rzut oszczepem – 64,16 m (1998)
- dziesięciobój lekkoatletyczny – 8583 pkt (1998) rekord Islandii
- siedmiobój lekkoatletyczny (hala) – 6293 pkt (1999) rekord Islandii